# 重慶市勞動人民文化宮大門
重慶市勞動人民文化宮大門位於重慶市渝中區中山二路174號，含鄧小平題詞，文物遺址年代為1952年，2009年12月15日列為第二批重慶市文物保護單位。